# Sodenberg-Gans
Das Naturschutzgebiet Sodenberg-Gans liegt auf dem Gebiet der unterfränkischen Landkreise Bad Kissingen und Main-Spessart. Das Gebiet erstreckt sich südlich von Ochsenthal und nordwestlich von Obereschenbach, beide Ortsteile der Stadt Hammelburg. Südöstlich verläuft die B 27, westlich und nördlich fließt die Fränkische Saale.

## Bedeutung
Das 492,86 ha große Gebiet mit der Nr. NSG-00540.01 wurde im Jahr 1998 unter Naturschutz gestellt.